# Лейк, Айни
Айни Лейк (род. 18 июня 1965 года) — мастер спорта СССР международного класса (подводный спорт).

## Карьера
В 1987 году закончила Таллинский технический институт.
Участница II чемпионата мира по подводному ориентированию. Стала чемпионкой в личном и командном первенстве и двукратной призёркой чемпионата.
На чемпионатах Европы 1984 и 1986 годов завоевала четыре золота, серебро и бронзу.
На чемпионатах СССР в 1983—1989 годах завоевала 6 золотых, 7 серебряных и 5 бронзовых медалей. Абсолютный чемпион СССР 1984 года.
11-кратный чемпион Эстонской ССР.